# 绿杨桥
绿杨桥又稱洛阳古桥、洛陽橋，是位于中華人民共和國上海市普陀区桃浦镇真南路附近的一個橫跨李家浜的石板桥，為五跨平梁桥。綠楊橋為花岗石质，长5米，宽1米多，桥墩用块石垒砌，桥面用三条石板并铺。曾經上海62路公交車終點站就位於綠楊橋附近。

## 歷史
绿杨桥據稱始建於南宋時期，於清朝乾隆年間（1769年）重修。1934年至1935年錫滬路修建時，在老洛陽橋的西面修建新橋並刻名「綠楊橋」。2006年，上海市普陀区人民政府修复洛阳桥，并于2015被列入普陀区文物保护点。